# 將軍澳—藍田隧道
將軍澳—藍田隧道（英語：Tseung Kwan O - Lam Tin Tunnel，簡稱：將藍隧道、新隧）前稱將軍澳西岸公路，是香港一條連接九龍東觀塘區茶果嶺及新界東西貢區將軍澳照鏡環山東面的公路隧道，全長3.8公里，其中約2.2公里為隧道，全線均為雙線雙程行車道，成為第二條連接將軍澳的公路隧道，連同將軍澳跨灣大橋及與寶順路之連接路合稱為將藍公路。將軍澳—藍田隧道於2016年12月9日動工，預計總造價為151億港元，2022年12月11日正式通車，擬定為香港6號幹線的一部分，向西連接東南九龍T2主幹道前往中九龍幹線。將軍澳—藍田隧道通車後，將軍澳隧道不再是將軍澳對外的唯一公路隧道，同時將軍澳隧道亦豁免收費，容車量亦可以騰出供坑口、將軍澳北、清水灣與西貢公路的車輛使用。使用將軍澳—藍田隧道由將軍澳市中心、日出康城和將軍澳創新園前往東區海底隧道只需要5分鐘，比較以往節省10分鐘，車程由約7公里減至約4.2公里。
。
將軍澳—藍田隧道在西端以地面連接路連接2號幹線東區海底隧道、茶果嶺道和同屬6號幹線的T2主幹道，然後進入全長2.2公里的弧形隧道，穿過照鏡環山地底，離開隧道後接駁將軍澳跨灣大橋及與寶順路之連接路。

## 隧道歷史
將軍澳隧道於1990年11月9日通車後，將軍澳人口亦由當年的不足20萬大幅度增加至2010年代的近50萬，隧道的最初設計最高流量亦不過為78,000架次，其容量已經不勝負荷，在繁忙時間，將軍澳隧道經常出現交通擠塞，於2012年首9個月，將軍澳隧道平均流量達到83,000架次。預計於2020年，平均流量將會超過容量40%。
2005年，香港政府開始規劃將軍澳西岸公路。當時的環境運輸及工務局提交立法會交通事務委員會的文件指出研究結果顯示，將軍澳—藍田隧道「須在約2016年完成，以便應付將軍澳人口增長及工業發展所帶來的交通」。
將軍澳西岸公路的設計有兩條主要定線供予選擇，分別為「隧道定線」和「海岸定線」。然而，踏進2010年代，香港填海工程備受爭議，因此有關計劃連同附屬填海計劃均需檢討。有保育團體認為隧道走線是不需要採用弧形，大規模的填海亦會破壞將軍澳西部僅餘的天然海岸線。而和將軍澳—藍田隧道連接的T2主幹道亦將會受到《啟德發展計劃》的檢討的影響，隧道的定線有可能因應T2主幹道而改變。
2010年8月27日，土木工程拓展署向西貢區議會提交最新的三個新方案，皆以保留天然海岸線為前提。署方傾向第三方案，即取消收費廣場人工島和採用直線隧道。此與於2008年開始，保育團體和人士所提倡的建議原則上相同。第三方案的總工程費用亦可以減少17億港元。至此，將軍澳西岸公路的名稱亦更改為將軍澳—藍田隧道。此外，有關單位經過多輪諮詢後，落實選定將軍澳—藍田隧道將軍澳段採用「不設收費廣場的直線走線方案」，以減少興建隧道的地質風險和填海範圍，當局亦會另行研究隧道的收費方法。
2013年初，香港政府將會向香港立法會申請撥款，就將軍澳—藍田隧道作出詳細設計、走線及勘探等，預計工程最快於2016年啟動。2013年4月5日，土木工程拓展署表示為了興建高架橋連接將軍澳市中心，環評結果顯示，需要填海3公頃，另外需要臨時填海19公頃，工程完成之後會還原。
2013年5月10日，香港政府刊憲興建將軍澳—藍田隧道，並於2014年5月30日獲行政長官會同行政會議授權正式刊憲興建。
2016年5月21日，香港立法會工務小組通過隧道工程撥款申請，當局寄望新隧道可以分流現時幾近飽和的將軍澳隧道。於立法會上，議員關注新隧道造價上升，或會推高隧道費而削弱分流效果；亦有議員指香港隧道電子收費僅得快易通服務，關注隧道全面採用電子收費，令駕駛人士沒有選擇。運輸及房屋局副局長邱誠武指，現時無法提供新隧道收費水平，電子收費方式亦有待研究，但承諾有方案後會諮詢立法會意見。當局期望趕及在會期內將撥款申請轉交財委會審議，並於七月展開工程。
2016年7月11日，中國建築國際全資子公司中國建築工程（香港）和禮頓建築（亞洲）的聯營體，聯合中標將軍澳—藍田隧道主隧道及相關工程，合約總額約87.3億元。
2016年7月22日，中國路橋和利基控股的聯營體，聯合中標將軍澳—藍田隧道P2路及相關工程，合約總額約17.76億元。
2016年12月9日，將軍澳—藍田隧道工程舉行動土儀式。運輸及房屋局局長張炳良致辭時表示，隧道預計於2021年落成，將可紓緩將軍澳隧道、將軍澳道和鯉魚門道的擠塞狀況。
2019年1月14日，運輸及房屋局向立法會交通事務委員會提交文件，計劃在將軍澳—藍田隧道引入「易通行」自動電子收費系統，全面實施不停車繳費。屆時所有車輛會劃一收3元，與將軍澳隧道看齊。運輸署亦擬於將軍澳—藍田隧道引入電子收費系統後兩三年，分階段在其他政府收費隧道及道路推行不停車繳費。但是，政府在2019年10月16日發表的施政報告當中，宣佈將軍澳—藍田隧道通車時將不會收費。其後，有關收費系統的招標工作亦因而腰斬，而政府最終改於尖山隧道及沙田嶺隧道先行「易通行」系統。
受2019冠狀病毒病疫情影響，中國大陸實施公共交通管制，中國大陸入境需強制檢疫等曾令工人數目減少，使原料供應受阻而變得短缺，令工程出現延誤，在這因素下，將藍隧道工程延期至2022年第三季才竣工。
按照爆破時間表，將軍澳—藍田隧道已於2020年6月第二個星期完成最後一段爆破後全線貫通。

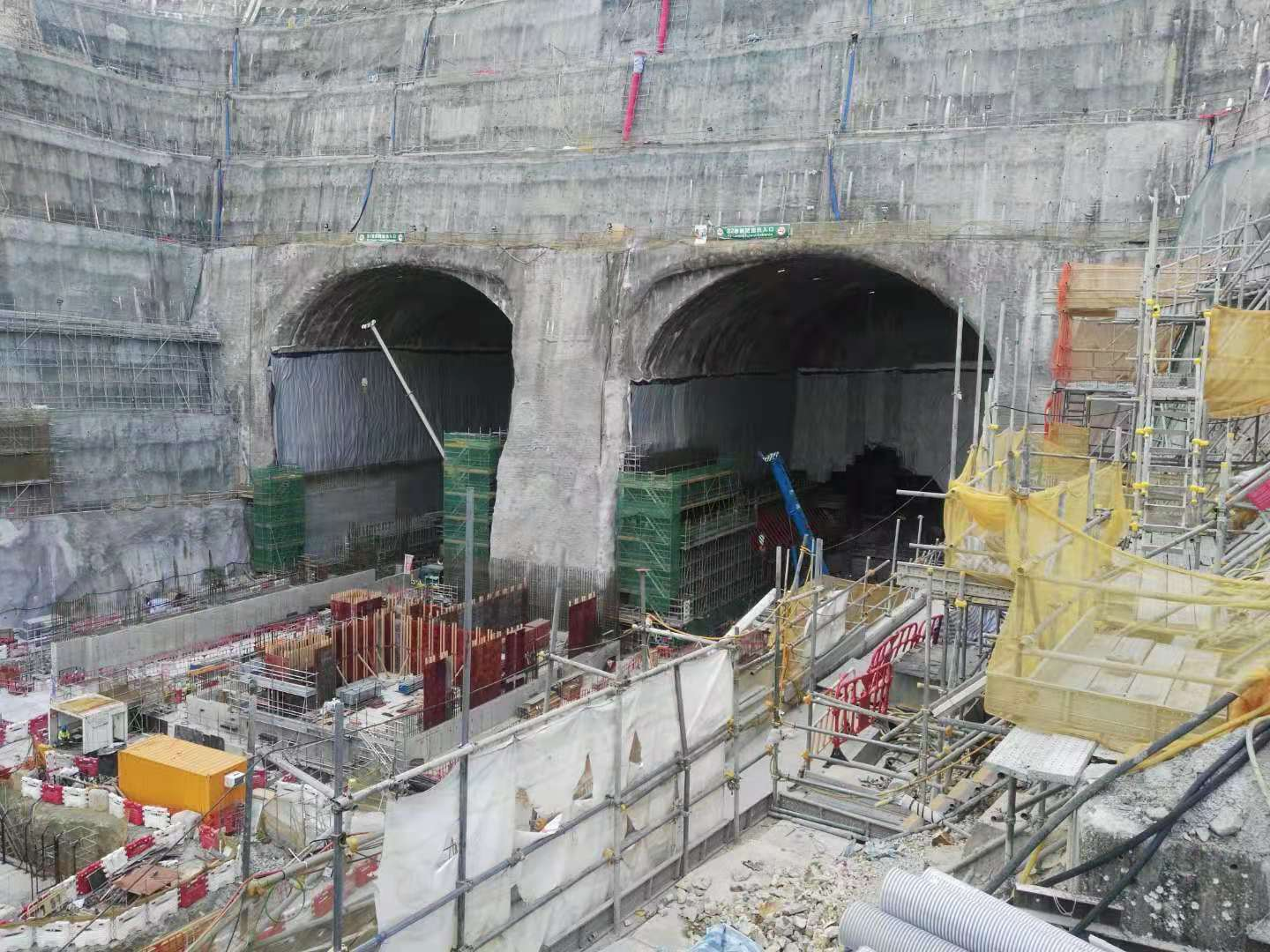
2020年11月興建中的將軍澳—藍田隧道

2021年2月，運輸署於《2021至2022年度巴士路線計劃》，首次公佈將軍澳—藍田隧道將有首條專營巴士服務，為往返將軍澳康盛花園至大埔工業邨的全新路線，途經翠林邨、寶林邨、景林邨、坑口、將軍澳南、觀塘繞道、大老山隧道、香港科學園、白石角、運頭塘邨、廣福邨、大埔超級城、汀太路、汀角路，以公開招標形式決定營辦巴士公司。運輸署於2022年6月2日公佈，由九巴投得此線營運權。
2022年12月11日，將軍澳—藍田隧道在早上八時正式通車。

## 通車儀式
2022年12月10日，第6任香港行政長官李家超先生主持啟用剪綵儀式。出席嘉賓亦包括署理運輸及物流局局長廖振新、立法會交通事務委員會主席易志明、交通諮詢委員會主席張仁良教授、運輸及物流局常任秘書長陳美寶、運輸署署長羅淑佩及土木工程拓展署署長方學誠。，宣佈將軍澳—藍田隧道明日上午8時正正式通車啟用，由行政長官李家超乘坐的一輛開篷雙層巴士（車牌號碼︰TOYO），隨即駛過將軍澳—藍田隧道往藍田方向，之後再轉乘雙層冷氣巴士（車牌號碼︰RL 6869，巴士編號︰8223）往日出康城方向。而他聽取土木工程拓展署署長方學誠等人講解跨灣大橋工程時表示：「這裏可能撮合很多婚姻，一行到這裏便走不到，一直拍拖走下去。」

## 使用情況
| 年份 | 總行車架次 | 平均每日架次 |
| ---- | ---------- | ------------ |
| 2023 | 9,215,593  | 25,248       |
| 2022 | 434,944    | 20,712       |

## 途經之公共交通服務
運輸署在《2021—2022年度巴士路線計劃》中建議開辦一條新巴士服務，來往康盛花園及大埔工業邨，於星期一至五早晚繁忙時間各對開兩班，並以招標形式決定營運巴士公司，適逢此隧道正在興建的階段，當局安排該路線取道此隧道往返將軍澳至觀塘繞道，預計配合此隧道的啟用而投入服務。2022年6月，運輸署把相關新路線經營權批給九巴，編號為「96」，並建議於隧道通車翌日投入服務。
2022年11月，運輸署發表《配合將軍澳—藍田隧道及將軍澳跨灣連接路通車專營巴士服務安排》，建議增設五條途經新隧道的巴士路線，於平日繁忙時間提供服務，並於隧道通車翌日投入服務，九巴會增設上段所提及的96線、來往將軍澳工業邨及荃灣西站的290E線和來往坑口（北）及長沙灣（甘泉街）的298X線；新巴會增設來往清水灣半島及尖沙咀東（麼地道）的790線和來往將軍澳工業邨及海達邨（深旺道）的795線。隨着隧道及將軍澳跨灣連接路於2022年12月11日通車，相關新路線於12月12日投入服務。
此外，運輸署原定安排九巴的90線和296P線，及新巴的795X線和798P線在隧道通車後約兩至三個月，改經此隧道、茶果嶺道及偉業街往返將軍澳至觀塘繞道，不再途經將軍澳隧道及將軍澳道，但運輸署後來發現若296P及798P線改經將藍隧道後，行車時間會較行經將軍澳隧道普遍增加約1至5分鐘，加上考慮將軍澳隧道實際交通情況，相關路線行車時間、將軍澳隧道巴士轉乘站的使用情況及地區人士意見等不同因素後，表明暫未有計劃相關路線改用此隧道。
2023年3月20日，兩條途經此隧道的新過海路線投入服務，分別為往坑口及中環（交易廣場）的690S線和來往調景嶺站及小西灣邨的694S線。

## 問題及爭議

### 破壞風水
茶果嶺村民認為地底工程會破壞風水，如「斷龍脈」。此外，若單純作為地底道路工程，政府預料不會向地面村民作出賠償，但是村民日後欲打地基卻會受到地底道路限制，使村民的建築物高度受到限制，故此表達強烈不滿。

### 影響寮屋安全
將藍隧道承建商禮頓建築和中國建築在寮屋區茶果嶺村附近明山爆破，有多戶村民反映自爆破工程開展後，房屋出現裂縫，鋼筋外露，部分混凝土倒塌。居民投訴後獲找來公證行跟進，但獲公證行回覆稱寮屋太舊，沒有證據顯示裂縫與工程有關。土木工程拓展署收到的11宗投訴，聲稱有6宗無法證實與工程有關。居民曾要求承建商減低每次爆破強度，但問題未得到改善。

### 收窄華永行山徑
2012年5月，華人永遠墳場管理委員會耗資三億元興建新的行人路開通，由調景嶺港鐵站接駁到將軍澳華人永遠墳場，路程約需20分鐘，大大縮短掃墓者的登山時間。但新行人路卻因要讓路予將軍澳—藍田隧道走線，當中約百米的新路段在啟用兩年後或被迫改道。2016年10月，將軍澳至藍田隧道工程開展，原來的行人徑縮窄至2米。區議員陳繼偉表示，預計工程開展時，每日有近百輛重型車輛行走，但該處路窄多彎，對行人構成危險。另外，調景嶺旁邊有一個白石柱沙灘，至今仍有不少區內居民在這天然沙灘暢泳。但陳繼偉表示，按將軍澳至藍田隧道的工程走線，隧道的將軍澳出口就位於白石柱沙灘，這天然沙灘很可能因為這工程遭淹沒。土木工程拓展署則指項目並不會改動附近海岸。

### 地盤爆發感染
2020年下旬，正值COVID-19疫情第四波爆發，將藍隧道地盤先後兩度因爆發感染群組而停工，工友連同相關密切接觸者共79人確診。土木工程拓展署原訂於2021年底完工，但受到疫情影響，須研究多項緩解措施，避免工程再度延誤。

### 開通後茶果嶺迴旋處出現塞車
新隧道及新路開通後首日雖然為星期天，但茶果嶺迴旋處已經出現塞車情況。立法會議員李世榮指早上到該處視察後，批評政在設計該迴旋處未有考慮附近違泊和汽車流量的問題。而《明報》記者下午1時半起發現在觀塘往隧道方向開始出現車龍，龍尾到下午2時更延長至偉業街。

### 行人過路難上加難
隧道出入口駛往觀塘方向的一段車路設有行人過路處，不過由於車流多，路過市民需等待約5分鐘才能過整條馬路。

## 外部連結
- 將軍澳—藍田隧道網站（页面存档备份，存于）
- 土木工程拓展署 - 主要工程 > 新界 > 將軍澳-藍田隧道
- 香港地貌岩石保育協會 - 項目發展關注
- 將軍澳—藍田隧道及跨灣連接路公眾參與網站
- 立法會CB(1)1830/04-05(03)號文件（將軍澳—藍田隧道討論文件）（页面存档备份，存于），香港立法會交通事務委員會
- 土木工程拓展署五周年特刊第四章—未來計劃[永久]
- 香港巴士大典上的相关条目：將軍澳-藍田隧道
- 香港道路大典上的相关条目：將軍澳-藍田隧道

| 论 编                                                                                | 香港6號幹線 |  |
|                                                                                      |             |  |
| 中九龍繞道 – 藍田交匯處 – 將藍公路（只限將軍澳—藍田隧道一段） 斜體部分爲興建中之路段 |             |  |
|                                                                                      |             |  |